# Jayo Felony
Jayo Felony, de son vrai nom James Savage, né le 31 décembre 1969 à San Diego en Californie, est un rappeur américain. Il est connu comme le premier rappeur de San Diego à avoir signé sur un label majeur. Il publie son premier album, Take a Ride en 1995 au label Def Jam.

## Biographie

### Jeunesse et débuts
Savage est né le 31 décembre 1969 à San Diego en Californie. Il était à l'origine membre des Neighborhood Rollin 40's, un gang du sud-ouest de San Diego, des quartiers de Chollas View à Mount Hope, affiliés aux Crips,,. En 1994, alors qu'il rappe sérieusement depuis environ un an[réf. nécessaire], Jayo Felony signe sur le label Jam Master Jay Records de Jam Master Jay. Il y publie son premier album, Take a Ride le 30 mai 1995, classé 65e des Billboard RnB Albums. L'album contient deux singles intitulés Sherm Sticc et Loc Is on His Own. En 1997, il fait partie des rappeurs invités sur l'album Take a Look Over Your Shoulder de Warren G auquel il participe avec le titre Young Fun en featuring avec Knee-Hi.
Quatre ans après la publication de son premier album, Felony publie son deuxième album sur Def Jam, Whatcha Gonna Do, le 25 août 1998, auquel participent plusieurs rappeurs comme Method Man, DMX, Mack 10, WC, Redman, Kokane, Ice Cube, E-40 et 8 Ball & MJG. Il contient deux singles intitulés Nitty Gritty et Whatcha Gonna Do avec DMX et Redman. L'album atteint la 46e place du Billboard 200. La même année, il enregistre un morceau avec MC Eiht et Snoop Dogg intitulé Get Ya Girl Dogg sur l'album Straight Outta Cali, et participe à l'album de reprises de morceaux de N.W.A intitulé Straight Outta Compton 10th Anniversary Tribute (avec la chanson 8 Ball). Toujours en 1998, il est invité par Xzibit à participer à son album 40 Dayz and 40 Nightz avec la chanson Pussy Pop où figure également Method Man, puis apparaît sur l'album The Recipe de Mack 10 avec la chanson Ghetto Horror Show en featuring avec Ice Cube. 
L'année suivante, le 16 novembre 1999, il publie son troisième album, Underground. Il apparaît ensuite sur l'album Tha Streetz Iz A Mutha de Kurupt sur le titre Represent Dat G.C. (avec Daz Dillinger, Snoop Dogg, Soopafly, Tray Deee et Butch Cassidy). Son quatrième album, Hotter Than Fish Grease, devait sortir en 2000, mais ne sortit finalement jamais à cause de raison contractuelles. Il figure ensuite notamment sur l'album GOAT de LL Cool J avec le titre U Can't Fuck With Me avec Snoop et Xzibit, puis sur celui d'Ice Cube (War and Peace (Vol. 2) - The Peace Disc) avec The Gutter Shit (en featuring avec Gangsta et Squeak RU).

### Crip Hopet autres activités
Felony publie son quatrième album, Crip Hop, le 23 octobre 2001, qui atteint les classements musicaux. La même année, Felony se retrouve au cœur d'une polémique face au rappeur Snoop Dogg, s'en suivant alors une altercation durant le tournage du film Baby Boy. Snoop et Tha Eastsidaz enregistrent une diss song sur Jayo intitulé Fuck All That Yappin, auquel répond Jayo avec You's a Character. Il participe la même année à l'album de Kam, Kamnesia avec la chanson They Like Dat, en featuring avec Dresta et Yukmouth. En 2003, Jayo Felony connait une rivalité de courte durée avec Daz Dillinger, et crée un groupe avec Kurupt appelé The Riflemen[réf. nécessaire]. En 2004, il apparaît aux côtés de Kurupt sur la chanson Deep Blue Sea en featuring avec Cormega sur l'album de ce dernier, Legal Hustle. En 2007, il participe à l'album Dogg Chit de Tha Dogg Pound sur la chanson Blaze It Up (avec Glasses Malone, B.G. Knocc Out et Gangsta Dresta), puis à l'album Gangsta Party de Daz Dillinger sur la chanson Do What the Fuck I Wanna.
En 2010, il est à nouveau présent sur un album d'Ice Cube (I Am the West) avec le titre Life in California en featuring avec WC et Young Maylay, puis apparaît l'année suivante sur l'album Knoc's Ville du rappeur Knoc-turn'al, sur le remix de Sorry I Left You (avec Yukmouth & Sly Boogy). En 2011, Felony est accusé de squat dans une maison à Hollywood,. Il est également apparu[Quand ?] au cinéma dans un thriller indépendant intitulé Eyes of Darkness, aux côtés notamment de la chanteuse Farrah Franklin.

## Discographie

### Albums studio
- 1994 : Take a Ride
- 1998 : Whatcha Gonna Do?
- 1999 : Underground
- 2001 : Crip Hop

### Apparitions
| Pussy Pop (Xzibit featuring Method Man and Jayo Felony)                                                                               | 1998 | —  | 113 | —  | —  | 40 Dayz and 40 Nightz              |
| The Anthem (Sway & King Tech featuring Rza, Tech N9ne, Eminem, Xzibit, Pharoahe Monch, Kool G Rap, Jayo Felony, Chino XL and Krs-One) | 1999 | —  | 91  | 17 | —  | This or That                       |
| Big Business (Frost featuring Xzibit and Jayo Felony)                                                                                 | 1999 | —  | —   | —  | —  | That Was Then, This Is Now, Vol. 1 |
| Got Beef (Tha Eastsidaz featuring Blaqthoven, Jayo Felony and Sylk-E. Fyne)                                                           | 2000 | 99 | 55  | 38 | 23 | Tha Eastsidaz                      |
| California (Remix) (Sly Boogy featuring Mack 10, Jayo Felony, E-40, Kurupt, Crooked I, Roscoe and 2Pac)                               | 2003 | —  | —   | —  | —  | Single à part                      |
| Take 'Em All Out (Dido Brown featuring Jayo Felony)                                                                                   | 2006 | —  | —   | —  | —  | Talez of a Young Brown Male        |
| Informant (Westside Bugg featuring Repa and Jayo Felony)                                                                              | 2006 | —  | —   | —  | —  | The Roach Motel                    |
| Low Low Bounce (Fatal Mack featuring Tony V, Glasses Malone and Jayo Felony)                                                          | 2010 | —  | —   | —  | —  | Single à part                      |
| « — » montre qu'aucun classement n'est atteint.                                                                                       |      |    |     |    |    |                                    |